# ピエール・ド・ゴール
ピエール・ジュリアン・ジョセフ・マリー・ド・ゴール（Pierre Julien Joseph Marie de Gaulle, 1897年3月22日 - 1959年12月26日）は、フランスの政治家。シャルル・ド・ゴールの弟であり、兄はピエールのことを「私の一番小さな心配の種」と呼んだ。

## 略歴
パリ出身。
法律と政治学を学び、1921年にユニオン・パリジェンヌ銀行に入行し、リヨン支店の共同ディレクターおよび銀行の副理事となった。アンリ・ラフォン頭取と親密であった。
1926年4月20日にマドレーヌ・ドルプーヴ（Madeleine Delepouve, 1908年 - 1974年）と結婚し、シャンタル、オリヴィエ、ヴェロニカ、ルネ、アランの5人の子供を儲けた。
第一次世界大戦に砲兵少尉として、第二次世界大戦には砲兵中佐として従軍した。第二次世界大戦にはレジスタンスとしてceux de la Libérationに参加した。1943年3月16日にヌイイで家族の下を訪問中、逮捕され投獄された。ミディ刑務所、フレスネ刑務所を経て、そして最終的にはボヘミア（現チェコ）のアイゼンベルク収容所へと収監された。戦争の終結により解放され、1945年5月12日にパリに帰還し、銀行へと復職した。
兄シャルルはピエールに対し、フランス国民連合への参加を薦めた。1947年にパリ市議会議員、1951年にはパリ市議会議長に選出された。RPF/ URAS所属で1948年から1951年まで共和国評議会議員、1951年から1956年まで国民議会議員を務めた。特にアンドレ・マリー・アンとシャルル・バランジェが提出した無償教育に関する法の支援とCEDへの反対が特筆される。
政治活動の他、保険仲介業、不動産業、アフリカ金融公社、マルチプレックスなどの理事会や取締役会でも役員を務めた。"Nous Deux"、"Intimité"などの雑誌を発刊するデル・ドゥーカの編集も務めた。議員、議会やピエールをブリュッセル万国博覧会フランス部門委員長に任命したピエール・マンデス＝フランス首相の側に立つことはなかった。
エリゼ宮殿訪問中に心臓発作に襲われ、数日後の1959年12月26日にヌイイ＝シュル＝セーヌにて62歳で死去した。